# Kortine
Kortine so naselje v  Slovenski Istri, ki upravno spada pod Mestno občino Koper.